# Хомченко, Павел Александрович
Па́вел Алекса́ндрович Хо́мченко (род. 1994, Саратов) — российский хоккеист, вратарь хоккейного клуба «Сочи».

## Карьера
Воспитанник хоккейной школы «Кристалл» Саратов. Перешёл в систему ярославского «Локомотива». В течение трёх сезонов выступал в молодёжной команде «Локо», в составе которой закрепился как основной голкипер. Получал вызовы в состав юниорской сборной России на выставочные игры. Принимал участие в Кубке вызова МХЛ 2013 в составе сборной «Запада».
В сезоне ВХЛ 2014/2015 перешёл в клуб «Рязань», в составе которого являлся вратарём подмены и по окончании сезона перебрался в другой клуб ВХЛ — нефтекамский «Торос», входящий в систему уфимского клуба «Салават Юлаев». В «Торосе» стал получать больше игровой практики. Во втором сезоне за команду был признан голкипером недели в октябре, а в следующем сезоне получил награду как вратарь месяца в феврале 2018 года, был признан лучшим вратарём в первом раунде плей-офф ВХЛ.
Перед началом сезона 2018/2019 «Салават Юлаев» произвёл обмен со столичным «Спартаком», в результате которого в Уфу поехал Никита Ли, а Хомченко отправился в фарм-клуб «Спартака» — «Химик» Воскресенск.
В сезоне 2019/2020 дебютировал в КХЛ за «Спартак», отыграв неполный матч против минского «Динамо», после чего отыграл все матчи в сентябре, а также вышел на замену вместо Юлиуса Гудачека в матче против ЦСКА, 1 октября 2019 года (3:9). Гудачек пропустил 4 шайбы, а заменивший его Хомченко 5 шайб. Этот счёт стал самым крупным в истории противостояния команд в КХЛ.
В июне 2025 года заключил однолетний контракт с ХК «Сочи»